# Campanula sabatia
Campanula sabatia là loài thực vật có hoa trong họ Hoa chuông. Loài này được De Not. mô tả khoa học đầu tiên năm 1844.